# Biwa (strumento musicale)
Biwa (琵琶) è il termine con cui si indicano i liuti piriformi giapponesi a manico corto. Si tratta della pronuncia giapponese della combinazione di due sinogrammi letta in cinese pipa, antenato del biwa.
Il manico, dotato di tasti, ed il corpo a forma di pera sono ricavati da un unico pezzo di legno; le corde di seta si accordano tramite dei piroli montati su una paletta quasi ortogonale al manico.
Elemento caratteristico è il sawari, suono prodotto volutamente dal contatto delle corde con alcune zone dello strumento.
Importati dalla Cina al più tardi nell'ottavo secolo, i biwa sono diventati parte integrante della tradizione locale: tipico fu il loro uso da parte dei cosiddetti monaci itineranti ciechi (琵琶法師 biwa hōshi) per recitare brani di poemi epici, tra cui lo Heike monogatari (平家物語), poema sulle guerre tra la famiglia Taira (平) e Minamoto (源).
Alla famiglia dei biwa appartengono cinque principali sottotipologie: gakubiwa, impiegato nel gagaku, mōsō biwa, utilizzato da musicisti itineranti per accompagnare i sūtra buddhisti, heike biwa, impiegato per accompagnare lo specifico repertorio di canti epici, satsuma biwa e chikuzen biwa, entrambi per tradizioni narrative create nel periodo moderno e derivate da quella del mōsō biwa.